# Amyda cartilaginea
Amyda cartilaginea је гмизавац из реда Testudines и фамилије Trionychidae.

## Угроженост
Ова врста се сматра рањивом у погледу угрожености врсте од изумирања.

## Распрострањење
Ареал врсте покрива средњи број држава. 
Врста је присутна у следећим државама: Тајланд, Малезија, Индонезија, Брунеј, Камбоџа и Сингапур.

## Станиште
Станиште врсте су слатководна подручја.